# Julie Ménard
Pour les articles homonymes, voir Ménard.
Julie Ménard est une actrice et auteure-compositrice-interprète québécoise née le 29 mai 1973.

## Biographie
Née le 29 mai 1973, Julie Ménard est diplômée de l’École nationale de théâtre du Canada en 1996. Elle commence sa carrière au grand écran dans le film Aujourd'hui ou jamais. Comédienne, chanteuse et musicienne, Julie Ménard a plus d’une corde à son arc. Elle participe d’ailleurs au Festival international de la chanson de Granby et se rend en demi-finale dans la catégorie auteur-compositeur-interprète.
Au cinéma, en plus du film Aujourd’hui ou jamais, elle fait partie des distributions de So Far Away and Blue et Le Collectionneur. Au théâtre, elle est des productions La nostalgie du paradis, Vague de fond et Les gaffeurs.
En 2000, Julie Ménard obtient son premier rôle à la télévision dans la télé-série Willie. Par la suite, nous voyons la comédienne dans Hommes en quarantaine, La Vie rêvée de Mario Jean et Détect.inc.
Elle interprète Sophie dans le téléroman La Promesse et la très particulière Josée de Caméra Café.
En 2014, elle participe à l'émission La Voix.

## Filmographie

### Cinéma
- 1998 : Aujourd'hui ou jamais de Jean-Pierre Lefebvre : Mylène / Monique
- 2001 : So Faraway and Blue de Roy Cross : Véronique
- 2002 : Le Collectionneur de Jean Beaudin : Josée
- 2005 : Horloge biologique de Ricardo Trogi : voix ligne érotique
- 2006 : Sans elle de Jean Beaudin : copine de Solo
- 2009 : Nuages sur la ville de Simon Galiero : Julie
- 2016 : Votez Bougon de Jean-François Pouliot : Pétronia Chagnon
- 2017 : Les Rois mongols de Luc Picard : Simone St-Jean
- 2021 : Confessions de Luc Picard : Liane Deslauriers

### Télévision
- 2000 : Willie : Rita Germain
- 2003 : Hommes en quarantaine : Yolanda Babin
- 2004 : La Vie rêvée de Mario Jean : Isabelle Boisclair
- 2004-2011 : Caméra Café : Josée Gamache
- 2005 : Détect.inc. : Nadia
- 2005 : Il était une fois dans le trouble : Brigitte
- 2005 : 3X Rien : psychologue
- 2005 : Histoires de filles : Arianne
- 2005 : Les Invincibles : Lolita
- 2005-2011 : La Promesse : Sophie Caron
- 2010-2019 : LOL :-) : comédienne régulière
- 2010 : C.A. : Lily, la voisine
- 2011 : 30 vies : Audrey Payette
- 2013 : Trauma (2 épisodes) : Sylvie Bastien
- 2014 : La Voix : chanteuse concourante
- 2015-2016 : Subito texto : Guylaine Bergeron-Laramée
- 2018 - : Clash : Anita Waters
- 2018 : Le Jeu : pédopsychiatre
- 2018 : District 31 : Christine Power
- 2021-2023 : Les Mecs : Nathalie

## Théâtre
- 2007 : Vacances de fou au Théâtre des Cascades : Émilie